# ماسه (فیلم ۱۹۴۹)
ماسه (انگلیسی: Sand) فیلمی به کارگردانی لوئیس کینگ است که در سال ۱۹۴۹ منتشر شد. از بازیگران آن می‌توان به مارک استیونز، کالین گری، روری کلهون و جورج ملفورد اشاره کرد.